# 美国战列巡洋舰列表
美国战列巡洋舰列表收录有历史上美国海军计划或实际建造的所有战列巡洋舰。美国海军在旗下航速较慢、装甲较薄弱的装甲巡洋舰面对英国皇家海军的无敌级战列巡洋舰落伍十多年後，才于1920年代开始建造一系列战列巡洋舰。然而在军备限制条约的规定下，这些舰只的建造计划被迫放弃，其中有两艘改建为航空母舰。美国海军随后在1940年订购6艘“大型巡洋舰”——历史学家普遍将这些巡洋舰视作是战列巡洋舰——其中只有两艘服役。

## 概述
| 主炮     | 主炮数量和类型                                       |
| 装甲     | 水线装甲带厚度                                       |
| 排水量   | 作战时舰只满载排水量                                 |
| 推进器   | 传动轴的数量，推进系统的类型、可提供的最高航速和功率 |
| 服役     | 舰只开建和结束建造的日期以及其最终结局               |
| 龙骨敷设 | 开始安放龙骨的日期                                   |
| 下水     | 舰只下水的日期                                       |
| 交付日期 | 舰只交付使用的日期                                   |
| 结局     | 舰只最终结局（例如沉没、拆解）                       |

起初，美国海军并不相信英国战列巡洋舰的超级速度的重要性，直至在舰队演习和海军战争学院的兵棋推演中评估这种新型舰只，以及1910年代初日本海军投入4艘金刚级战列巡洋舰之后才改变自己的立场。海军部长最初拒绝海军事务委员会关于采购几艘战列巡洋舰的建议，但是舰队演习显示，海军缺乏能够在任何天气下有效地发现和跟踪敌方舰队的战力。而且在海军内部逐渐形成的共识是，战列巡洋舰将是这一角色的理想选择。战列巡洋舰在集中火力攻击敌人舰队的主力舰时非常有效，就像1905年日本装甲巡洋舰在对马海峡海战中对俄国舰队所采取的攻击方案那样。而对战列巡洋舰设想的另一个角色是追踪并摧毁敌人的通商破坏作战部队。1914年末，英国在福克兰群岛海战和次年的多格尔沙洲海战的实战经验证实所有这些能力。
因此美国国会在1916年批准一项大型海军建设计划中，包括6艘列克星敦级战列巡洋舰。然而在1922年《华盛顿海军条约》获得批准之前，没有一艘舰只完成建造。条约签署后，有4艘在船台上被拆解，剩下的两艘被改装成航空母舰。该条约阻止之后15年任何战列巡洋舰的进一步发展，但一些国家还是在1930年代末发展“巡洋舰杀手”舰只，旨在摧毁后《伦敦海军条约》时代的重巡洋舰。这些设计被荷兰和苏联正式定义为战列巡洋舰，而日本和美国则定义为大型巡洋舰。所有这些设计概念都大致相当，通常被称为战列巡洋舰。而美国海军建造阿拉斯加级的主要动力是日本巡洋舰在发生战争时袭击其交通线所造成的威胁。重巡洋舰也是航空母舰进行独立袭击的最可能的水面威胁，所以“巡洋舰杀手”也是理想的航母护航舰。有关日本舰只的报告强化美国海军对这些舰只的需求。其中两艘在1944年服役，但在第二次世界大战后两年就退役。

## 列克星敦级

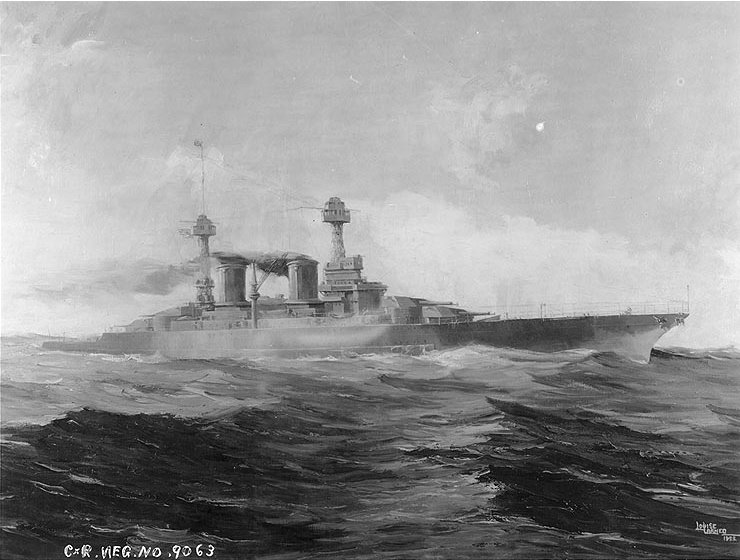
一幅1922年由路易丝·拉内德（Louise Larned）所绘的油画描绘列克星敦级的最终设计，有8门16英寸舰炮和两个烟囱

列克星敦级战列巡洋舰的设计方案在1916年6月30日获得批准。本级计划建造6艘，其作为1916年海军大规模建造计划的一部分，但她们的建造进度被一再推迟，以便为护航舰只和反潜舰只建造让路。最初的设计是在轻型装甲舰体上安装10门14英寸（356）主炮和16门5英寸（127）副炮，最高航速为35節（65每小時；40英里每小時）。海军事务委员会认为该设计方案的火力不足，并利用延期所提供的机会，下令重新设计，以将舰只的武器装备改善为8门16英寸（406）和16门6英寸（152）。1917年4月美国参加第一次世界大战后，英国皇家海军提供更多关于日德兰海战的分析资料，其中3艘英国战列巡洋舰被弹药库的爆炸摧毁。除此之外还提供当时正在建造的海军上将级战列巡洋舰的重型装甲设计详细资料。海军事务委员会随后重新评估设计，并大幅增加装甲防护，而代价就是将最高速度降低到33節（61每小時；38英里每小時）。防雷鼓包、额外的防鱼雷舱壁和装甲厚度的普遍增加使设计案的舷宽增加11英尺（3.4），排水量增加超过7,000長噸（7,100公噸）。

为了遵守《华盛顿海军条约》的规定，本级其中4艘最终被取消建造并在船台上就地拆解，而工程进度最高的两艘——列克星敦号和萨拉托加号则被改装成美国第一批舰队航空母舰。在第二次世界大战中，列克星敦号在1942年5月的珊瑚海海战中被击沉之前，曾对日军基地进行多次突袭。三个月后，萨拉托加号在东所罗门海战中击沉日军龙骧号航空母舰，随后支援美国在太平洋的一系列行动，随后加入英国东方舰队在印度洋的行动。虽然萨拉托加号被鱼雷击中两次，但她在战后幸存下来。1946年中期在比基尼环礁进行的一系列核试验——十字路口行动期间萨拉托加号作为靶舰之一被摧毁。
| 舰名（舷号）                | 主炮                 | 装甲         | 排水量                   | 推进器                                              | 服役          | 服役                                        | 服役                                        | 服役                                        |
| 舰名（舷号）                | 主炮                 | 装甲         | 排水量                   | 推进器                                              | 龙骨敷设      | 下水                                        | 交付日期                                    | 结局                                        |
| --------------------------- | -------------------- | ------------ | ------------------------ | --------------------------------------------------- | ------------- | ------------------------------------------- | ------------------------------------------- | ------------------------------------------- |
| 列克星敦号 （CV-2，原CC-1） | 8门16英寸（406）舰炮 | 7英寸（178） | 44,638长吨（45,354公吨） | 4具螺旋桨，涡轮电动，33節（61每小時；38英里每小時） | 1921年1月8日  | 1925年10月3日                               | 1927年12月14日                              | 1942年5月8日在珊瑚海海战中沉没              |
| 星座号 （CC-2）             | 8门16英寸（406）舰炮 | 7英寸（178） | 44,638长吨（45,354公吨） | 4具螺旋桨，涡轮电动，33節（61每小時；38英里每小時） | 1920年8月8日  | 1923年8月17日计划取消，出售拆解             | 1923年8月17日计划取消，出售拆解             | 1923年8月17日计划取消，出售拆解             |
| 萨拉托加号 （CV-3，原CC-3） | 8门16英寸（406）舰炮 | 7英寸（178） | 44,638长吨（45,354公吨） | 4具螺旋桨，涡轮电动，33節（61每小時；38英里每小時） | 1920年9月25日 | 1925年4月7日                                | 1927年11月16日                              | 1946年7月25日作为靶舰击沉                   |
| 游骑兵号 （CC-4）           | 8门16英寸（406）舰炮 | 7英寸（178） | 44,638长吨（45,354公吨） | 4具螺旋桨，涡轮电动，33節（61每小時；38英里每小時） | 1921年6月23日 | 1923年8月17日计划取消，同年11月8日出售拆解  | 1923年8月17日计划取消，同年11月8日出售拆解  | 1923年8月17日计划取消，同年11月8日出售拆解  |
| 宪法号 （CC-5）             | 8门16英寸（406）舰炮 | 7英寸（178） | 44,638长吨（45,354公吨） | 4具螺旋桨，涡轮电动，33節（61每小時；38英里每小時） | 1920年9月25日 | 1923年8月17日计划取消，出售拆解             | 1923年8月17日计划取消，出售拆解             | 1923年8月17日计划取消，出售拆解             |
| 美国号 （CC-6）             | 8门16英寸（406）舰炮 | 7英寸（178） | 44,638长吨（45,354公吨） | 4具螺旋桨，涡轮电动，33節（61每小時；38英里每小時） | 1920年9月25日 | 1923年8月17日计划取消，同年10月25日出售拆解 | 1923年8月17日计划取消，同年10月25日出售拆解 | 1923年8月17日计划取消，同年10月25日出售拆解 |

## 阿拉斯加级

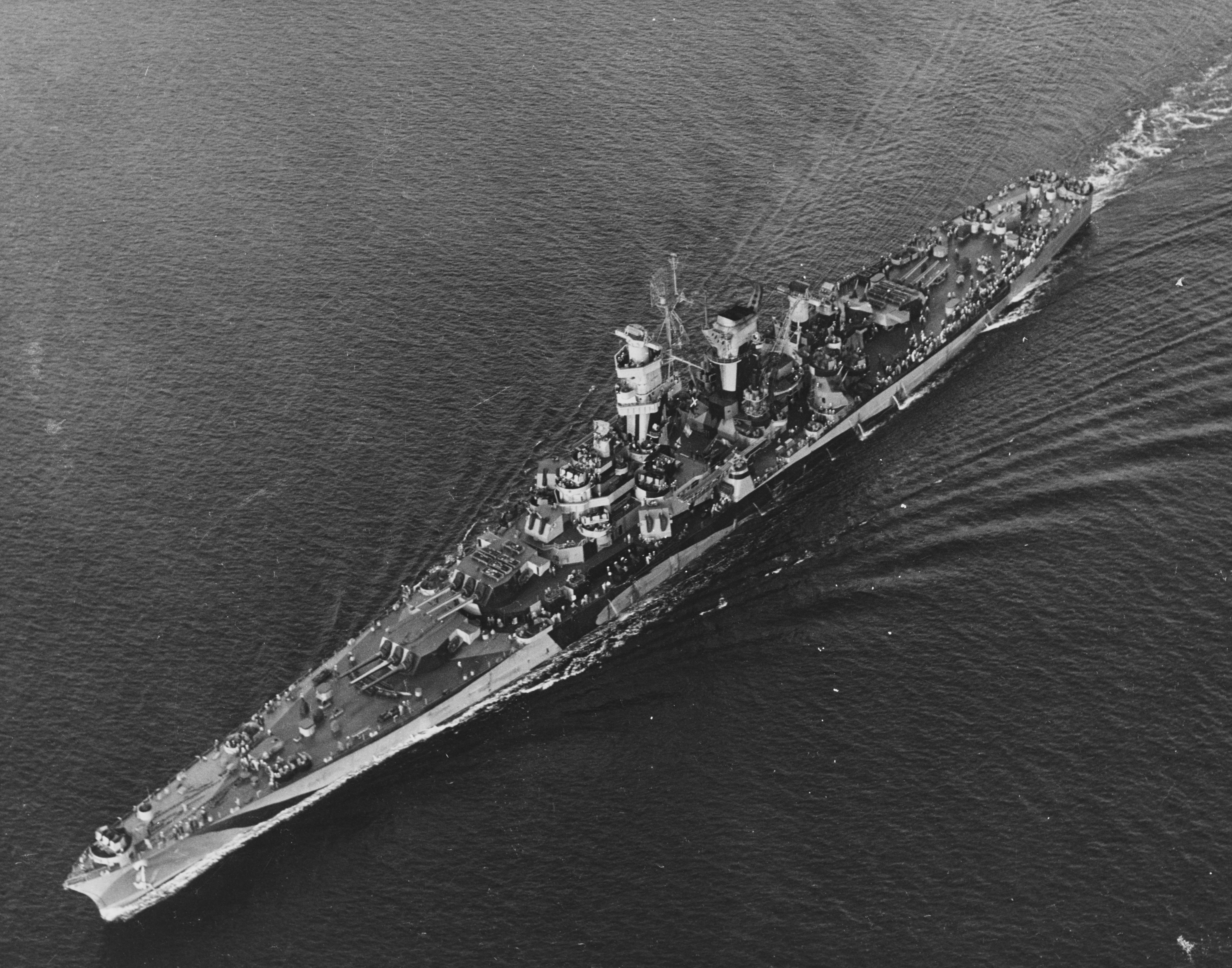
1944年11月13日关岛号的鸟瞰图

6艘阿拉斯加级大型巡洋舰在1940年9月9日订购。她们被后来的历史学家们普遍称为“战列巡洋舰”，然而海军不允许这样描述她们，并给她们以大型巡洋舰（CB）的舷号前缀。本级所有舰只都是以美国的领地或岛屿地区命名，有别于战列舰一般以州份命名，巡洋舰则以城市命名。“巡洋舰杀手”的初步设计工作始于1938年，然而设计案直到1941年6月才最终确定。在1940年9月下订的6艘舰只中，只有3艘动工，其中两艘完工，第三艘的建造在1947年4月16日停止，当时她已经完成总工程量的84%。
阿拉斯加号和关岛号在第二次世界大战的最后一年担任炮击舰和快速航母护航舰。两舰分别在1945年末和1946年初到达新泽西州贝永后就再也没有离开港口。战后几年，未建成的夏威夷号曾多次被计划改装成导弹巡洋舰或大型指挥舰，但没有任何成果。1959年，她被卖掉拆解。两年后，阿拉斯加号和关岛号也被卖掉拆解。
| 舰名（舷号）        | 主炮                 | 装甲         | 排水量                   | 推进器                                                                                  | 服役                      | 服役                      | 服役                      | 服役                      |
| 舰名（舷号）        | 主炮                 | 装甲         | 排水量                   | 推进器                                                                                  | 龙骨敷设                  | 下水                      | 交付日期                  | 结局                      |
| ------------------- | -------------------- | ------------ | ------------------------ | --------------------------------------------------------------------------------------- | ------------------------- | ------------------------- | ------------------------- | ------------------------- |
| 阿拉斯加号 （CB-1） | 9门12英寸（305）舰炮 | 9英寸（229） | 34,253長噸（34,803公噸） | 4具螺旋桨，蒸汽轮机，33節（61每小時；38英里每小時），150,000匹指示馬力（110,000千瓦特） | 1941年12月17日            | 1943年8月15日             | 1944年6月17日             | 1961年6月30日出售拆解     |
| 关岛号 （CB-2）     | 9门12英寸（305）舰炮 | 9英寸（229） | 34,253長噸（34,803公噸） | 4具螺旋桨，蒸汽轮机，33節（61每小時；38英里每小時），150,000匹指示馬力（110,000千瓦特） | 1942年2月2日              | 1943年11月12日            | 1944年9月17日             | 1961年5月24日出售拆解     |
| 夏威夷号 （CB-3）   | 9门12英寸（305）舰炮 | 9英寸（229） | 34,253長噸（34,803公噸） | 4具螺旋桨，蒸汽轮机，33節（61每小時；38英里每小時），150,000匹指示馬力（110,000千瓦特） | 1943年12月20日            | 1945年11月3日             | 不適用                    | 1959年4月15日出售拆解     |
| 菲律宾号 （CB-4）   | 9门12英寸（305）舰炮 | 9英寸（229） | 34,253長噸（34,803公噸） | 4具螺旋桨，蒸汽轮机，33節（61每小時；38英里每小時），150,000匹指示馬力（110,000千瓦特） | 1943年6月24日动工前被取消 | 1943年6月24日动工前被取消 | 1943年6月24日动工前被取消 | 1943年6月24日动工前被取消 |
| 波多黎各号 （CB-5） | 9门12英寸（305）舰炮 | 9英寸（229） | 34,253長噸（34,803公噸） | 4具螺旋桨，蒸汽轮机，33節（61每小時；38英里每小時），150,000匹指示馬力（110,000千瓦特） | 1943年6月24日动工前被取消 | 1943年6月24日动工前被取消 | 1943年6月24日动工前被取消 | 1943年6月24日动工前被取消 |
| 萨摩亚号 （CB-6）   | 9门12英寸（305）舰炮 | 9英寸（229） | 34,253長噸（34,803公噸） | 4具螺旋桨，蒸汽轮机，33節（61每小時；38英里每小時），150,000匹指示馬力（110,000千瓦特） | 1943年6月24日动工前被取消 | 1943年6月24日动工前被取消 | 1943年6月24日动工前被取消 | 1943年6月24日动工前被取消 |

## 脚注

### 引文
1. ↑  世界近代战列舰史，第24頁
2. ↑  Gröner，第ix頁
3. ↑  Hone，第8–11頁
4. ↑  世界近代战列舰史，第53頁
5. ↑  王子午，第18頁
6. ↑  Hone，第11–14頁
7. 1 2 3 4  世界近代巡洋舰史，第164頁
8. ↑  Friedman，第288頁
9. ↑  Worth，第305頁
10. ↑  McMurtrie，第292頁
11. ↑  Friedman，第288, 291頁
12. ↑  Garzke & Dulin，第185, 187頁
13. ↑  Friedman，第88, 90頁
14. ↑  刘怡，第311頁
15. ↑  Hone，第14–28頁
16. 1 2 3 4 5 6 7 8 9 10 11 12  Gardiner & Gray，第119頁
17. 1 2 3 4  . Dictionary of American Naval Fighting Ships. Naval History & Heritage Command (NH&HC).   [2012-04-14]. （原始内容存档于2004-03-16） （英语）.
18. 1 2 3 4  . Dictionary of American Naval Fighting Ships. NH&HC.   [2012-04-14]. （原始内容存档于2012-01-23） （英语）.
19. 1 2 3  Hone，第25頁
20. ↑  . NH&HC. 2004-02-26  [2012-04-15]. （原始内容存档于2008-10-08） （英语）.
21. ↑  . Dictionary of American Naval Fighting Ships. NH&HC.   [2012-04-14]. （原始内容存档于2012-11-03） （英语）.
22. ↑  . NH&HC. 2000-02-20  [2012-04-15]. （原始内容存档于2012-03-15） （英语）.
23. ↑  . Dictionary of American Naval Fighting Ships. NH&HC.   [2012-04-14]. （原始内容存档于2012-02-07） （英语）.
24. ↑  Friedman，第301頁
25. ↑  Garzke & Dulin，第179頁
26. ↑  Silverstone，第433頁
27. ↑  Friedman，第288–301頁
28. ↑  . NH&HC. 2001-03-26  [2012-04-15]. （原始内容存档于2012-02-08） （英语）.
29. ↑  . Dictionary of American Naval Fighting Ships. NH&HC.   [2012-04-14]. （原始内容存档于2004-03-14） （英语）.
30. ↑  . Dictionary of American Naval Fighting Ships. NH&HC.   [2012-04-14]. （原始内容存档于2012-06-14） （英语）.
31. ↑  . Dictionary of American Naval Fighting Ships. NH&HC.   [2012-04-14]. （原始内容存档于2010-12-07） （英语）.
32. ↑  Whitley，第278–279頁
33. 1 2 3 4 5 6  Whitley，第276頁
34. 1 2 3 4 5 6 7 8 9 10 11 12 13  刘怡，第107頁
35. 1 2 3  Garzke & Dulin，第185頁
36. 1 2 3 4  Garzke & Dulin，第187頁
37. 1 2  Whitley，第279頁
38. ↑  Garzke & Dulin，第190頁

## 拓展阅读
- Friedman, Norman. . Annapolis, Maryland: Naval Institute Press. 1983  [2020-04-01]. ISBN 0-87021-739-9. OCLC 8763586. （原始内容存档于2020-07-13） （英语）.
- Gardiner, Robert; Chesneau, Roger. . Annapolis, Maryland: Naval Institute Press. 1980  [2020-04-01]. ISBN 0-87021-913-8. OCLC 18121784. （原始内容存档于2021-03-08） （英语）.
- Osborne, Eric W. . Santa Barbara, California: ABC-CLIO. 2004  [2020-04-01]. ISBN 1-85109-369-9. （原始内容存档于2014-08-13） （英语）.
- Scarpaci, Wayne. . Nimble Books. April 2008  [2020-04-01]. ISBN 978-1-934840-38-2. （原始内容存档于2016-06-24） （英语）.